# Engoulevent argus
Pour les articles homonymes, voir Argus.
Eurostopodus argus
Espèce
Statut de conservation UICN

 LC  : Préoccupation mineure
L'Engoulevent argus (Eurostopodus argus) est une espèce d'oiseaux de la famille des Caprimulgidae.

## Répartition
Cet oiseau vit en Australie ; il hiverne aux îles Aru.